# Eva Moreno Bosch
Eva Moreno Bosch (Barcelona, 23 de junio de 1966) es una escritora, dramaturga y poeta española, en lengua catalana. Es miembro de la Asociación de Escritores en Lengua Catalana, fue nombrada Maestro en Gay Saber en los Juegos Florales de Barcelona-Sants del 2017, después de ganar en las tres categorías de los Juegos Florales de Sants, Hostafrancs y la Bordetasiendo la quinta mujer al conseguirlo,desde su reinstauración el 1 de mayo de 1859.Desde 2021 es la responsable de la gestión i la programación cultural de la Federación Obrera de Molins.
Ha realizado diferentes formaciones en el Laboratorio de letras de Barcelona. En dramaturgia ha finalizado el itinerario del Obrador de la Sala Beckett. Está vinculada desde 2006 a la compañía de teatro IMPULS,donde ha colaborado en calidad de activo y directora de teatro. Obtuvo el Premio de Cultura en 2018 de Molins de Rey, organizados tanto por el Ayuntamiento como por Radio Molins de Rei. Ha obtenido unos sesenta galardones literarios tanto en lengua catalana como en lengua castellana en certámenes en Cataluña, en la Comunidad Valenciana y las Islas Baleares,y comparte contenido literario en su blog Vers al cove, escrito en catalán.